# Sedum tsiangii
Sedum tsiangii är en fetbladsväxtart som beskrevs av Fröderstr.. Sedum tsiangii ingår i Fetknoppssläktet som ingår i familjen fetbladsväxter. Utöver nominatformen finns också underarten S. t. torquatum.